# Výborná

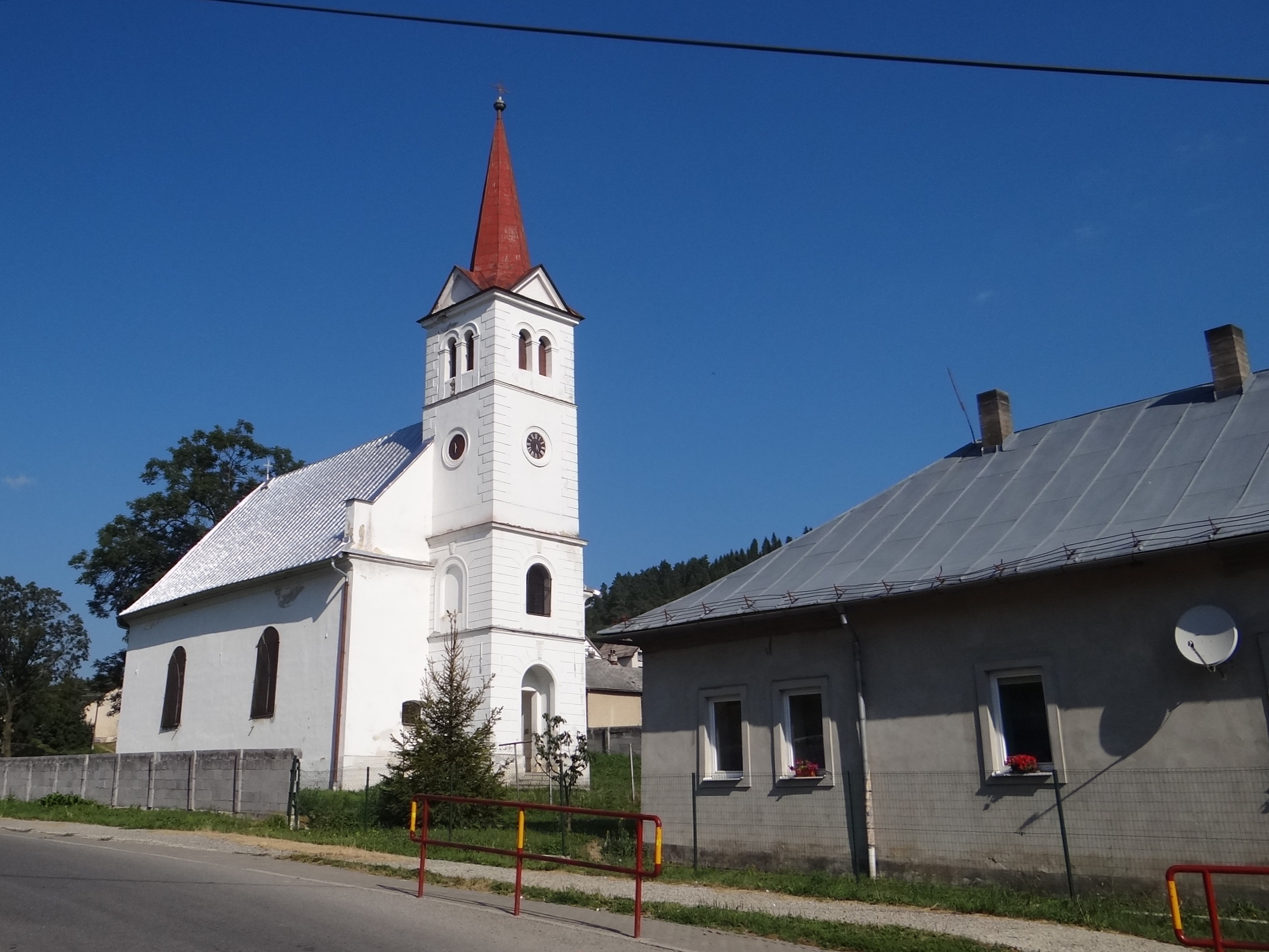

Výborná (deutsch Bierbrunn, ungarisch Sörkút – bis 1907 Viborna) ist eine Gemeinde im Norden der Slowakei mit 1443 Einwohnern (31. Dezember 2024). Sie gehört zum Okres Kežmarok, einem Teil des Prešovský kraj und wird zur traditionellen Landschaft Zips gezählt.

## Geographie
Die Gemeinde befindet sich am nördlichen Ende des Talkessels Podtatranská kotlina, genauer im Unterteil Popradská kotlina, zwischen der Zipser Magura nördlich und der Belaer Tatra westlich. Der örtliche „Hausberg“ ist der Berg Partizánska hora (937 m n.m.). Südlich des Ortes fließt der Bach Biela, ein Nebenfluss von Poprad. Das Ortszentrum liegt auf einer Höhe von 706 m n.m. und ist sieben Kilometer von Spišská Belá sowie 14 Kilometer von Kežmarok entfernt.
Unmittelbare Nachbarorte von Výborná sind Lendak und Slovenská Ves.

## Geschichte
Der Ort wurde zum ersten Mal 1289 als Birburn schriftlich erwähnt und wurde von den deutschen Siedlern in der Mitte des 13. Jahrhunderts gegründet. Bedeutende Grundherren stammten aus den Familien Bierzeviczy, Wakrotsch, Lasky und Horváth-Stanczits. 1828 sind 69 Häuser und 496 Einwohner, die vor allem in Landwirtschaft beschäftigt waren, verzeichnet.
Bis 1918 gehörte der im Komitat Zips liegende Ort zum Königreich Ungarn und kam danach zur Tschechoslowakei bzw. heute Slowakei. Nach der Vertreibung der deutschen Bevölkerung im Jahre 1945 kamen Slowaken aus der Zipser Magura sowie Lendak, um das Dorf wieder zu bevölkern.
Der Name soll sich von einer Mineralquelle, deren Wasser „ausgezeichnet“ schmeckte (slowakisches Adjektiv výborný), herleiten. Der deutsche Name Bierbrunn wurde ins Ungarische als Sörkút mit der gleichen Bedeutung übertragen.

## Bevölkerung
| Jahr                | 1994 | 2004     | 2014     | 2024     |
| ------------------- | ---- | -------- | -------- | -------- |
| Anzahl der Personen | 668  | 908      | 1156     | 1443     |
| Unterschied         |      | +35,92 % | +27,31 % | +24,82 % |

| Jahr                | 2023 | 2024    |
| ------------------- | ---- | ------- |
| Anzahl der Personen | 1404 | 1443    |
| Unterschied         |      | +2,77 % |

Ergebnisse nach der Volkszählung 2021 (1.316 Einwohner):
| Nach Ethnie: - 97,3 % Slowaken - 2,4 % Roma - 0,3 % sonstige | Nach Konfession: - 98,1 % römisch-katholisch - 0,5 % andere Christen - 1,0 % keine Religion | Nach Muttersprache: - 78,4 % Romani - 21,2 % Slowakisch - 0,4 % sonstige/k. A. |

## Sehenswürdigkeiten
- römisch-katholische Ursulakirche, erbaut im 14. Jahrhundert im gotischen Stil, heute barock gestaltet, mit einer Holz-Kassettendecke
- evangelische Kirche im klassizistischen Stil aus dem Jahr 1833